# Frumentari
Frumentari i en plural frumentaris, (en llatí frumentarii) fou el nom d'un oficial especialitzat de l'Imperi Romà que actuava com espia a les províncies i informava a l'emperador de qualsevol cosa que considerava important o sobre persones. L'emperador Hadrià va organitzar un cos de frumentarii per tot l'Imperi. El seu nom va derivar de què tenien l'obligació de recollir informació com els funcionaris coneguts per frumentaris tenien l'obligació de recollir gra i de distribuir el menjar a les legions.
Al llarg del segle ii es va fer evident la necessitat d'un servei d'intel·ligència que actués per tot l'imperi. Però ni un emperador podia crear fàcilment un servei general amb la finalitat expressa d'espiar els ciutadans del vast territori de l'Imperi Romà. Hadrià va instaurar una organització a gran escala a través dels frumentaris. Els primers frumentaris van ser persones que, aprofitant la seva condició de recol·lectors del blat que produïa una província, es posaven en contacte amb els habitants locals, i recollien informació suficient per conèixer el que realment passava en un determinat territori.
Els frumentaris es van guanyar ràpidament l'odi de la societat. Al segle iii, les conspiracions i els contactes que tenien amb els caps militars van provocar greus conflictes. Dioclecià va dissoldre els frumentaris degut als seus abusos i la reputació repugnant que tenien. Aquesta decisió li va donar una gran popularitat, però poc temps després va crear al seu lloc una policia política molt més ben organitzada, els Agentes in rebus.